# Prix Platino 2021
La 8e cérémonie des Prix Platino, organisée par la Entidad de Gestión de Derechos de los Productores Audiovisuales, se déroule le 3 octobre 2021 et récompense les films ibéro-américains sortis en 2020.
Le film L'Oubli que nous serons (El olvido que seremos) de Fernando Trueba domine cette cérémonie avec cinq prix remportés dont ceux du meilleur film de fiction, du meilleur réalisateur, du meilleur scénario, du meilleur acteur et du meilleur acteur dans un second rôle.

## Palmarès

### Cinéma

#### Meilleur film de fiction
- L'Oubli que nous serons (El olvido que seremos) de Fernando Trueba
  - La Llorona de Jayro Bustamante
  - Las niñas de Pilar Palomero
  - Nuevo Orden de Michel Franco

#### Meilleur réalisateur
- Fernando Trueba pour L'Oubli que nous serons (El olvido que seremos)
  - Icíar Bollaín pour Le Mariage de Rosa (La boda de Rosa)
  - Jayro Bustamante pour La Llorona
  - Michel Franco pour Nuevo Orden

#### Meilleure actrice
- Candela Peña pour Le Mariage de Rosa (La boda de Rosa)
  - María Mercedes Coroy pour La Llorona
  - Valeria Lois pour Las siamesas
  - Regina Casé pour Trois Étés (Três Verões)

#### Meilleur acteur
- Javier Cámara pour L'Oubli que nous serons (El olvido que seremos)
  - Miguel Ángel Solá pour Crímenes de familia
  - Diego Peretti pour Le Braquage du siècle (El robo del siglo)
  - Alfredo Castro pour Tengo miedo torero

#### Meilleure actrice dans un second rôle
- Nathalie Poza pour Le Mariage de Rosa (La boda de Rosa)
  - Yanina Ávila pour Crímenes de familia
  - Kami Zea pour L'Oubli que nous serons
  - Sabrina de la Hoz pour La Llorona

#### Meilleur acteur dans un second rôle
- Alfredo Castro pour L'Oubli que nous serons (El olvido que seremos)
  - Julio Díaz pour La Llorona
  - Jorge Román pour Matar
  - Diego Boneta pour Nuevo Orden

#### Meilleur scénario
- David Trueba pour L'Oubli que nous serons (El olvido que seremos)
  - Sebastián Schindel et Pablo Del Teso pour Crímenes de familia
  - Jayro Bustamante pour La Llorona
  - Pilar Palomero pour Las niñas

#### Meilleure musique
- Maite Arroitajauregi et Aránzazu Calleja pour Les Sorcières d'Akelarre (Akelarre)
  - Pauchi Sasaki pour Canción sin nombre
  - Zbigniew Preisner pour L'Oubli que nous serons (El olvido que seremos)
  - Pascual Reyes pour La Llorona

#### Meilleur film d'animation
- La gallina Turuleca
  - El camino de Xico
  - O pergaminho vermelho
  - Un disfraz para Nicolás

#### Meilleur film documentaire
- El agente topo de Maite Alberdi
  - Babenco: Alguém Tem que Ouvir o Coração e Dizer Parou
  - Cartas mojadas
  - El año del descubrimiento de Luis López Carrasco

#### Meilleure photographie
- Nicolás Wong pour La Llorona
  - Javier Agirre Erauso pour Les Sorcières d'Akelarre (Akelarre)
  - Sergio Iván Castaño pour L'Oubli que nous serons
  - Daniela Cajías pour Las niñas

#### Meilleure direction artistique
- Diego López pour L'Oubli que nous serons (El olvido que seremos)
  - Mikel Serrano pour Les Sorcières d'Akelarre (Akelarre)
  - Sebastián Muñoz pour La Llorona
  - Mónica Bernuy pour Las niñas

#### Meilleur montage
- Gustavo Matheu et Jayro Bustamante pour La Llorona
  - Marta Velasco pour L'Oubli que nous serons
  - Sofi Escudé pour Las niñas
  - Yibrán Asuad et Fernando Frías de la Parra pour Ya no estoy aquí

#### Meilleur son
- Eduardo Cáceres pour La Llorona
  - Urko Garai, Josefina Rodríguez, Frédéric Hamelin et Leandro de Loredo pour Les Sorcières d'Akelarre (Akelarre)
  - Eduardo Castro et Octavio Rojas pour L'Oubli que nous serons
  - Javier Umpierrez, Yuri Laguna, Olaitan Agueh, Michelle Couttolenc et Jaime Baksht pour Ya no estoy aquí

#### Meilleur premier film de fiction
- Las niñas de Pilar Palomero
  - Canción sin nombre de Melina León
  - Matar a Pinochet de Juan Ignacio Sabatini
  - Matar a un muerto de Hugo Giménez

#### Cinéma et Éducation aux Valeurs
- El agente topo
  - Adú
  - L'Oubli que nous serons (El olvido que seremos)
  - Nuestras madres

### Télévision

#### Meilleure mini-série ou télé-série
- Patria
  - Quelqu'un doit mourir (Alguien tiene que morir)
  - Antidisturbios
  - EL ROBO DEL $IGLO

#### Meilleur créateur de mini-série ou télé-série
- Aitor Gabilondo pour Patria
  - Álex de la Iglesia pour 30 Coins (30 monedas)
  - Rodrigo Sorogoyen et Isabel Peña pour Antidisturbios
  - Álex Pina pour La casa de papel

#### Meilleure actrice dans une mini-série ou une télé-série
- Elena Irureta pour Patria
  - Inma Cuesta pour Après toi, le chaos (El desorden que dejas )
  - Marcela Benjumea pour EL ROBO DEL $IGLO
  - Cecilia Suárez pour La casa de las flores

#### Meilleur acteur dans une mini-série ou une télé-série
- Andrés Parra pour EL ROBO DEL $IGLO
  - Eduard Fernández pour 30 Coins (30 monedas)
  - Alejandro Speitzer pour Quelqu'un doit mourir (Alguien tiene que morir)
  - Álvaro Morte pour La casa de papel

#### Meilleure actrice dans un second rôle dans une mini-série ou une télé-série
- Loreto Mauleón pour Patria
  - Ester Expósito pour Quelqu'un doit mourir (Alguien tiene que morir)
  - Najwa Nimri pour La casa de papel
  - Susana Abaitua pour Patria

#### Meilleur acteur dans un second rôle dans une mini-série ou une télé-série
- Christian Tappan pour EL ROBO DEL $IGLO
  - Ernesto Alterio pour Quelqu'un doit mourir (Alguien tiene que morir)
  - Patrick Criado pour Antidisturbios
  - Rodrigo de la Serna pour La casa de papel

### Prix Platino d'honneur
- Diego Luna